# Kerk van Bojana
De Kerk van Bojana (Bulgaars: Боянска църква, Bojanska tsarkva) is een middeleeuwse kerk in Bulgarije, gelegen in de wijk Bojana aan de zuidrand van de hoofdstad Sofia. De kerk is een van de beroemdste middeleeuwse gebouwen van Bulgarije en bestaat uit drie delen, die respectievelijk in de 11de, 13de en 19de eeuw werden gebouwd.
De kerk dankt zijn roem aan de fresco's uit 1259. Deze vormen een tweede laag over de schilderingen van vroegere eeuwen en behoren tot de meest complete, best bewaarde werken van de Oost-Europese middeleeuwse schilderkunst.
Op de binnenmuren en plafonds van de twee oudste delen van de kerk zijn 89 scènes geschilderd met 240 menselijke afbeeldingen. De fresco's, geschilderd door anonieme meesters die waarschijnlijk behoorden tot de schildersschool van Turnovo, tonen een realistische portretkwaliteit die ongewoon is voor de 13de eeuw.
Een Christus Pantocrator siert de koepel van het oudste deel, daaronder is een fries met portretten van de evangelisten en van een reeks soldatenheiligen. De mooiste schilderingen bevinden zich in de 13de-eeuwse aanbouw.
Een totaal van achttien scènes beeldt het leven van de heilige Nicolaas uit. De schilder voegde bepaalde eigentijdse elementen toe. In het 'Mirakel op Zee' herinneren het schip en de hoeden van de zeelui aan de Venetiaanse vloot. De portretten van de opdrachtgevers van de kerk (Kalojyn en zijn vrouw Desislava), evenals die van de Bulgaarse tsaar Konstantin Tih (1257-1277) en zijn tsarina Irina maken deel uit van de meest interessante en levensechte fresco's. De kerk bevat een van de oudste afbeeldingen van Sint Ivan van Rila, de stichter van het Rilaklooster.
Dit monument werd toegevoegd aan de UNESCO Werelderfgoedlijst in 1979.

## Galerij

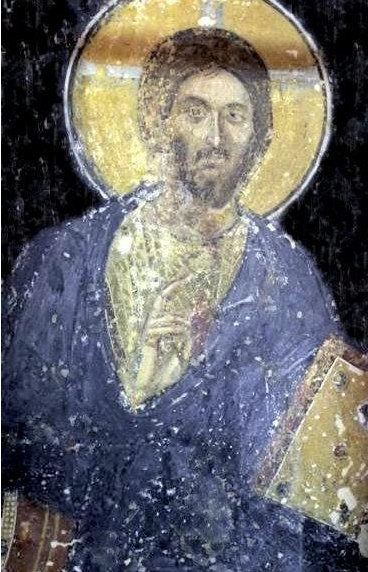
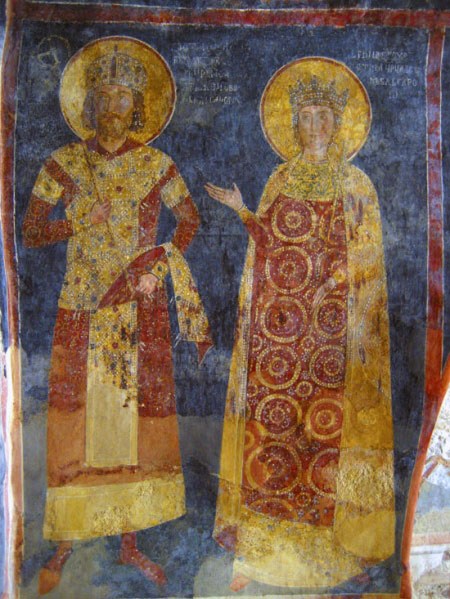
Konstantin Tih en Irina
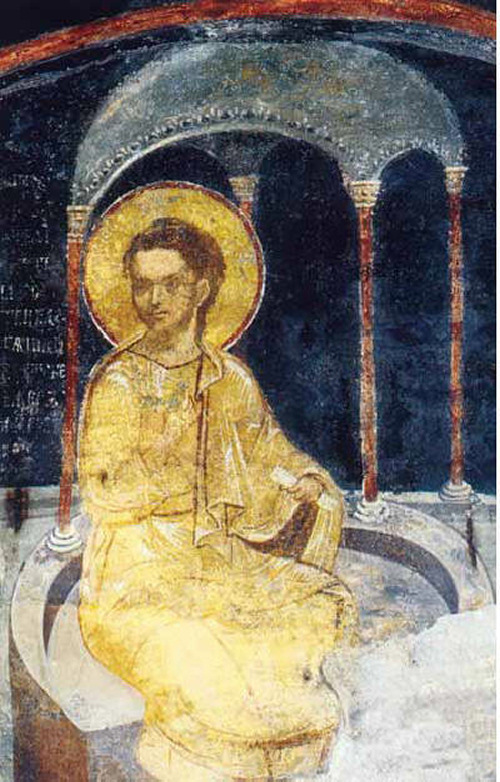
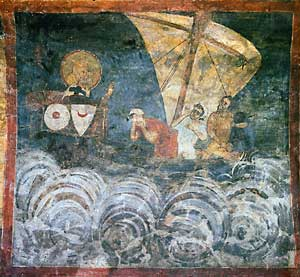